# 卡尔·赫尔斯特伦
卡尔·赫尔斯特伦（瑞典語：Carl Hellström，1864年12月10日—1962年7月4日），瑞典男子帆船运动员。他曾代表瑞典参加1908年和1912年夏季奥林匹克运动会帆船比赛，共获得一枚金牌和一枚银牌。